# 日本とノルウェーの関係
日本とノルウェーの関係（にほんとノルウェーのかんけい、ノルウェー語: Forholdet mellom Japan og Norge、英語: Japan–Norway relations）では、日本とノルウェーの二国間関係について述べる。「日本」ノルウェーの漢字表記「諾威」のそれぞれの頭文字から日諾関係とも。駐日ノルウェー大使館は2023年6月現在東京都港区芝公園に仮移転しており、在ノルウェー日本国大使館はオスロホーコン7世門通り沿いに所在している。

## 歴史
日本とノルウェーとの間の最初の条約は、ノルウェーがスウェーデンと同君連合していた頃の1868年11月11日に調印された日本・スウェーデン＝ノルウェー修好通商航海条約である。その後、ノルウェーは1905年6月7日にスウェーデンとの連合を解消するが、日本は同年11月にノルウェーの独立を承認し、二国間関係を樹立する。
第二次世界大戦中や戦後の一時期に二国間関係は断絶するが、サンフランシスコ平和条約締結後に国交を回復。1953年1月には、昭和天皇とノルウェー国王との間で新年の祝電交換が復活した。2005年には日本とノルウェーの国交樹立100周年を記念した様々な行事が行われるなど、良好な関係が続いている。

## 貿易
日本からノルウェーへの主な輸出品は自動車、管や管用継手、建設用機械、鉱山用機械などで、輸出額は2016年現在1,070億円である。一方、ノルウェーからの主な輸入品は魚介類、石油製品、船舶類などで、輸入額は2016年現在1,910億円である。

## 外交使節

### 駐日ノルウェー大使
- クリスティアン・ベルグ＝ニールセン（ノルウェー語版、英語版）（1972～1976年、信任状捧呈は10月9日[9]）
- アーリング・リーメスタッド（スウェーデン語版）（2014～2018年、信任状捧呈は9月26日[10]）
- シグネ・ブルーデセット（2018～2019年、信任状捧呈は10月10日[11]）
- インガ・M・W・ニーハマル（2019年～2023年、信任状捧呈は9月19日[12]）
  - （臨時代理大使）リーネ・クリスティン・アウネ（2023年）
- クリスティン・イグルム（2023年～、信任状捧呈は10月12日[13]）

## 在留人口
在ノルウェー日本人数は2016年10月現在1,123人、在日ノルウェー人数は2016年12月現在424人である。